# خوسيه خوان كوتو
خوسيه خوان كوتو (بالإنجليزية: José Juan Cotto) مواليد 18 فبراير 1977 في بورتوريكو، هو ملاكم محترف بورتوريكي سابق صنّف ضمن فئة وزن الذبابة. حقق الميدالية البرونزية في دورة الألعاب الأمريكية 1995.

## إحصائيات
خاض خلال مسيرته 8 نزالا، فاز في 7 ولم يتعادل وخسر في 1. فاز بالضربة القاضية في 2 نزالا.

## الميداليات
| الميدالية | المسابقة                    |
| --------- | --------------------------- |
| برونزية   | دورة الألعاب الأمريكية 1995 |

## روابط خارجية
- خوسيه خوان كوتو على موقع بوكس ريك (الإنجليزية) (registration required)